# Giraffe Tongue Orchestra
Giraffe Tongue Orchestra ist eine US-amerikanische Hard-Rock-Supergroup. Die Band steht bei Party Smasher Inc. unter Vertrag und hat bislang ein Studioalbum veröffentlicht. 

## Geschichte

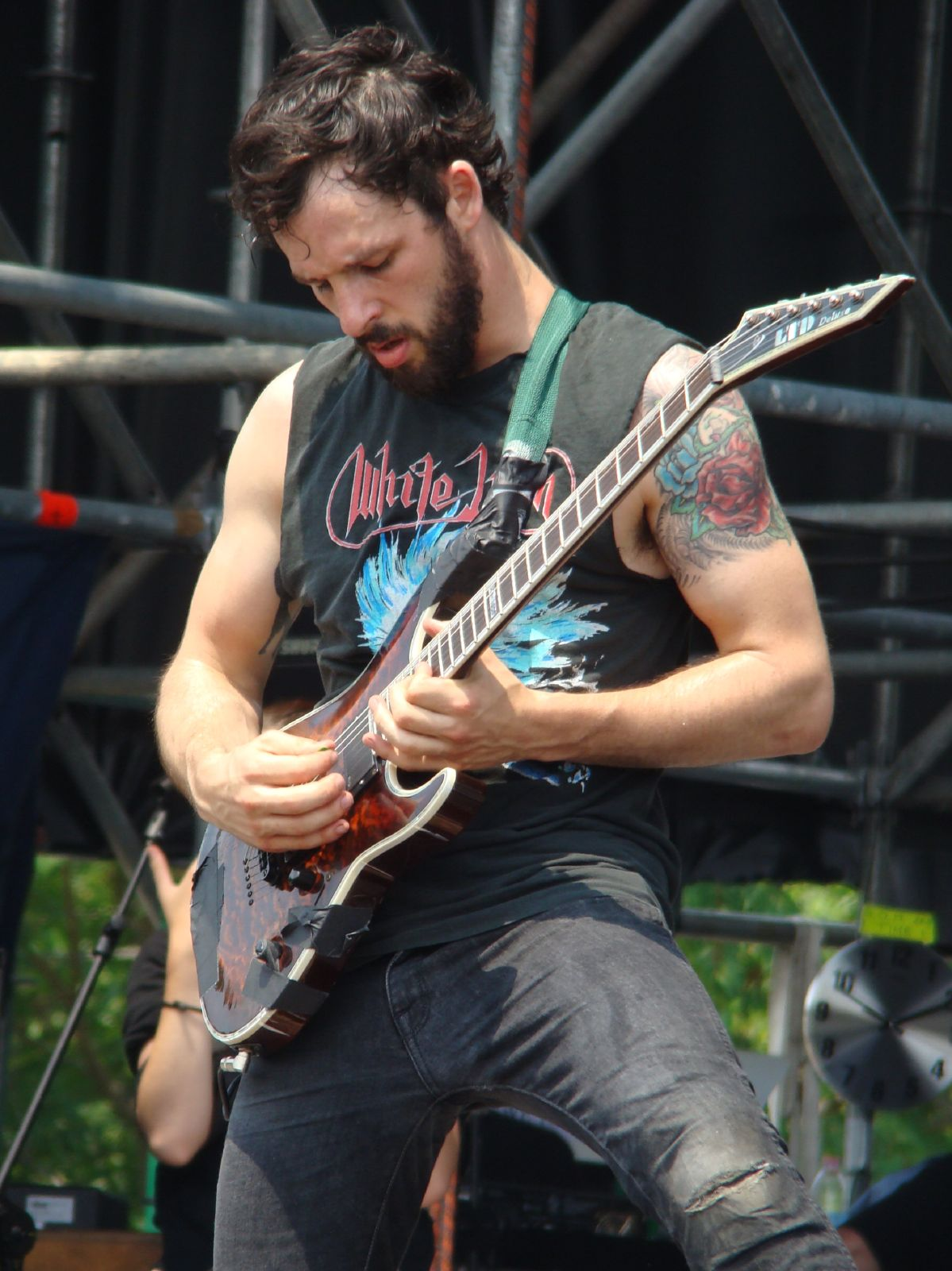
Ben Weinman

Die Band wurde im Jahr 2011 vom Gitarristen Ben Weinman von der Band The Dillinger Escape Plan gegründet. Zunächst arbeitete Weinman mit Brent Hinds von der Band Mastodon zusammen. Beide Bands waren laut Hinds viele Male auf Tournee und beide Musiker haben im Backstagebereich regelmäßig zusammen musiziert. Später kamen noch der ehemalige Jane’s-Addiction-Bassist Eric Avery und der ehemalige The-Mars-Volta-Schlagzeuger Jon Theodore dazu. Anfangs wollten die Musiker William DuVall von der Band Alice in Chains als Sänger zu gewinnen. DuVall musste aber aus Zeitmangel absagen. Als Ersatz kam auf Vermittlung von Ben Weinman die Schauspielerin Juliette Lewis als Sängerin hinzu.

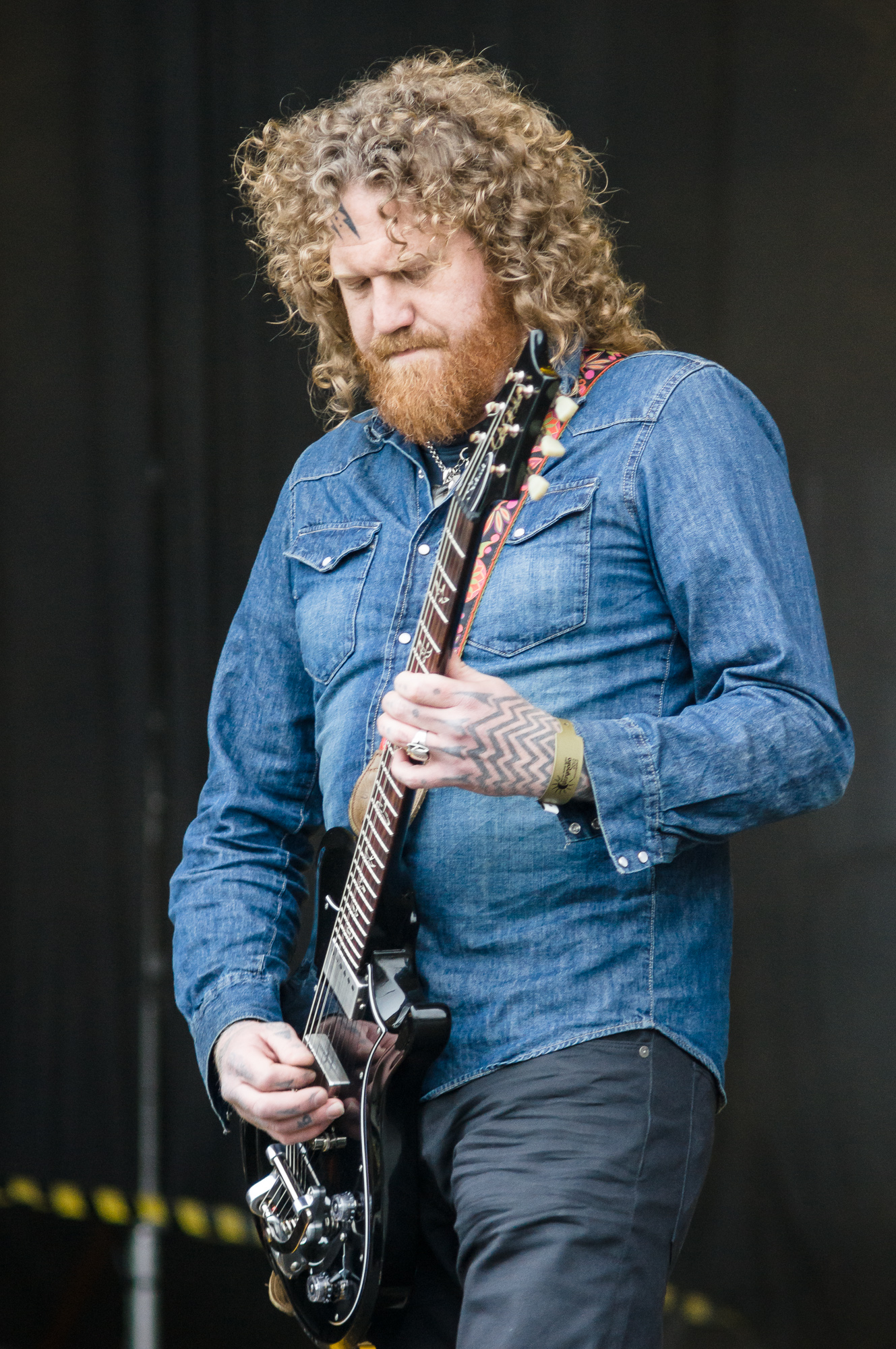
Brent Hinds

Im März 2015 gab Ben Weinman in einem Interview mit dem Radiosender Sirius XM bekannt, dass Bassist Eric Avery und Schlagzeuger Jon Theodore die Band verlassen haben. Theodore war zeitlich zu stark bei seiner Band Queens of the Stone Age eingespannt. Die Musiker wurden durch den Dethklok-Bassisten Pete Griffin bzw. den ehemaligen The-Mars-Volta-Schlagzeuger Thomas Pridgen ersetzt. Die Zusammenarbeit mit Juliette Lewis funktionierte laut Brent Hinds nicht gut und wurde beendet. Nachdem Brent Hinds in einem Supermarkt William DuVall erneut traf, spielte Hinds ihm die neuen Lieder vor. 
Im Februar 2016 wurde William DuVall schließlich als neuer fester Sänger von Giraffe Tongue Orchestra vorgestellt. Der Bandname entstand, als Brent Hinds in einem Zoo in Sydney war. Er holte sich eine Banane aus seinem Rucksack, die ihm von einer Giraffe gestohlen wurde. Das Tier schälte die Banane mit ihrer Zunge und aß sie auf. Der Namenszusatz Orchestra ist von der Band Mahavishnu Orchestra inspiriert. Die Band spielte ihre ersten Konzerte am 27. und 28. August 2016 bei den Reading and Leeds Festivals in England. Das Debütalbum Broken Lines wurde am 23. September 2016 veröffentlicht und stieg auf Platz 89 der Schweizer Albumcharts ein.
Bei den Loudwire Music Awards 2016 wurde die Band in der Kategorie Best New Artist nominiert. Der Preis ging allerdings an die Band Shallow Side. Im gleichen Jahr wurde Blood Moon bei den Revolver Music Awards in der Kategorie Best Film/Video nominiert, jedoch ging der Preis an die Band Gojira. Für Dezember 2016 war eine kleine Tournee durch Nordamerika geplant. Diese musste jedoch abgesagt werden, nachdem sich Brent Hinds bei einem Motorradunfall ein Bein gebrochen hatte.

## Stil
Die Band vermischt die verschiedenen Einflüsse der Hauptbands von den beteiligten Musikern. Dabei verzichten Giraffe Tongue Orchestra weitestgehend auf die in der Rockmusik traditionellen Strophe-Refrain-Muster. Laut Ben Weinman sollte die Band nicht wie eine der anderen Bands der beteiligen Musiker klingen. Vielmehr sollte die Musik „die individuellen Stile der einzelnen Mitglieder repräsentieren“. Weinman fügte hinzu, dass es keine Regeln für Giraffe Tongue Orchestra gab. Rob Wacey von Allmusic bezeichnete Giraffe Tongue Orchestra als eine Alternative-Metal-Band, die Elemente des Hard Rock und des Progressive Metal miteinander kombiniert. Lothar Gerber vom deutschen Magazin Metal Hammer bezeichnete die Musik der Band als „komplett eigenen, vielseitigen Rock, der mal direkt nach vorne, mal vertrackt und bisweilen sogar äußerst tanzbar ist“. In seiner Rezension für das Album Broken Lines schrieb Ronny Bittner vom deutschen Magazin Rock Hard, dass die „bunte Stilvielfalt und der unterschwellige Wahnsinn von Faith No More und System of a Down denken lässt“.

## Diskografie

### Alben
| Jahr | Titel Musiklabel                | Höchstplatzierung, Gesamtwochen, AuszeichnungChartsChartplatzierungen (Jahr, Titel, Musiklabel, Platzierungen, Wochen, Auszeichnungen, Anmerkungen) | Anmerkungen                              |
| Jahr | Titel Musiklabel                | CH | Anmerkungen                              |
| ---- | ------------------------------- | --- | ---------------------------------------- |
| 2016 | Broken Lines Party Smasher Inc. | CH89 (1 Wo.)CH | Erstveröffentlichung: 23. September 2016 |

### Musikvideos
- 2016: Crucifixion
- 2016: Blood Moon

## Auszeichnungen
| Jahr | Preis                 | Kategorie       | für                      | Resultat  |
| ---- | --------------------- | --------------- | ------------------------ | --------- |
| 2016 | Loudwire Music Awards | Best New Artist | Giraffe Tongue Orchestra | Nominiert |
| 2016 | Revolver Music Awards | Best Film/Video | Blood Moon               | Nominiert |